# Cephalothrips
Cephalothrips är ett släkte av insekter som beskrevs av Jindřich Uzel 1895. Cephalothrips ingår i familjen rörtripsar.
Kladogram enligt Catalogue of Life och Dyntaxa:
| Cephalothrips | \| \| Cephalothrips hesperus \| \| \| \| \| \| Cephalothrips monilicornis \| \| \| \| |
|               | \| \| Cephalothrips hesperus \| \| \| \| \| \| Cephalothrips monilicornis \| \| \| \| |
|               | Cephalothrips hesperus                                                                |
|               |                                                                                       |
|               | Cephalothrips monilicornis                                                            |
|               |                                                                                       |